# 百濟法王
法王（？—600年5月），姓扶餘，諱宣(或云孝順)。是百濟第二十九代王，599年—600年在位。《三國史記》記載法王為惠王之太子。《隋書》百濟傳則記載法王為二十七代王威德王之子。
法王在位期間正值百濟國力衰退，今首爾之地為新羅所侵奪。
《三國遺事》記載法王於即位年（599年）之冬下詔禁止殺生，又於600年於泗泚城創建王興寺（亦名彌勒寺）。